# Lince (samochód pancerny)
Autoblinda Lince ("samochód pancerny Ryś") – włoski samochód pancerny będący dość wierną kopią brytyjskiego pojazdu Daimler Dingo. Produkowany był przez zakłady Lancia po kapitulacji Włoch faszystowskich, łącznie powstało 250 pojazdów tego typu.